# Bobby Boswell
Bobby Boswell est un joueur international américain de soccer né le 15 mars 1983 à Austin au Texas. Il évolue au poste de défenseur central jusqu'au terme de sa carrière en février 2018.

## Biographie
Boswell grandit à Tampa en Floride. Il intègre l'Université internationale de Floride à Miami et évolue en NCAA avec les Golden Panthers.
Il n'est repêché ni lors de la MLS SuperDraft 2005, ni lors du Supplemental Draft. Il impressionne lors de la présaison et signe néanmoins avec le D.C. United.  
Le 12 décembre 2013, il fait son retour au D.C. United via le Re-Entry Draft, un processus de recrutement de la MLS pour les joueurs en fin de contrat.
Après treize saisons et 366 rencontres en MLS sous les couleurs de trois équipes différentes, Bobby Boswell annonce son retrait du soccer professionnel le 12 février 2018.

## Palmarès
- Avec le  D.C. United :
  - Vainqueur du MLS Supporters' Shield en 2006 et 2007
- Avec le  Dynamo de Houston :
  - Finaliste de la Coupe MLS en 2011 et 2012
  - Finaliste de la SuperLiga en 2008

### Récompenses personnelles
- Trophée du défenseur de l'année de MLS en 2006
- MLS Best XI 2006 et 2014